# チェイサー (護衛空母)
|           |                                         |
| 艦歴      |                                         |
| 発注:     |                                         |
| 起工:     | 1941年6月28日                           |
| 進水:     | 1942年2月15日                           |
| 就役:     | 1943年4月9日                            |
| 退役:     | 1946年5月12日                           |
| 除籍:     | 1946年                                  |
| その後:   | 1972年または1973年に破壊                |
| 性能諸元  |                                         |
| 排水量:   | 14,400 トン                             |
| 全長:     | 491 ft 6 in (150 m)                     |
| 全幅:     | 105 ft (32 m)                           |
| 吃水:     | 26 ft (7.9 m)                           |
| 機関:     | 蒸気タービン1軸推進、8,500shp           |
| 最大速:   | 18 ノット (33 km/h)                     |
| 航続距離: |                                         |
| 兵員:     | 士官、兵員646名                         |
| 兵装:     | 4インチ砲2門、40mm機銃8基、20mm機銃20基 |
| 搭載機:   | 28                                      |

ブレトン(USS Breton, AVG/ACV/CVE-10)は、アメリカ海軍の護衛空母。ボーグ級航空母艦の1隻。

## 艦歴
ブレトンは海事委任契約の下ミシシッピ州パスカグーラのインガルス造船所で1941年6月28日に起工する。1943年4月9日にアメリカ海軍に引き渡され、同日レンドリース法に基づきイギリス海軍に移管される。艦はチェイサー(HMS Chaser, D32)と改名され、イギリス海軍で就役した。
チェイサーは北極航路の船団護衛に配属され、1944年3月4日にはU-472を、翌5日にはU-366とU-973の撃沈を支援した。
1946年5月12日にチェイサーはアメリカに返還され、12月20日に民間に売却、Aagtekerkと改名され、1967年にはE Yungと改名された。
その後の記録は不明であるが、1972年12月20日に台湾の高雄で火災を起こしたか、1973年12月4日に沈没したかのどちらかである。